# 長瀬あおい
長瀬 あおい（ながせ あおい、1994年5月19日 - ）は、日本のAV女優。IZBASA所属。
趣味:料理。特技:どこでもずーっと眠れる。

## 略歴・人物
岡山県出身。2013年9月、ビデオメーカー・マックス・エーの専属女優としてデビュー。
2014年7月25日の公式ブログで、しばらく活動を休止（引退は否定）することを表明。

## 出演作品

### アダルトDVD
2013年
- New Comer 天使降臨 見つめられると恥ずかしい19歳（9月13日、マックス・エー）※デビュー作
- 大人のセックス教えてください 優しくされると何回もイッちゃうの（10月11日、マックス・エー）
- 敏感BODY Gcup 早くイッちゃうと恥ずかしいから我慢してたの♥（11月8日、マックス・エー）
- イカセ狂い（12月13日、マックスエー）

2014年
- 痴漢電車 汚され犯され堕ちていく（1月10日、マックス・エー）
- MAX-A専属モデルの ハメ撮りSEX 撮り下ろしプライベート 4時間（1月24日、マックス・エー）他出演:藤嶋唯、南紗彩、松田千里、桃乃誉、司ミコト
- 最高級ソープ Gcup巨乳でおもてなし（2月14日、マックス・エー）
- 働くオンナ猟り vol.08 【西新宿ホテル従業員とOLたちをとことんハメ廻す!!】 西新宿ホテル従業員&OL編（3月3日、プレステージ）※「長瀬蒼」名義　他出演:三条みく、尾島みゆき、若桜利花、杉原優 ほか
- 僕たちのオナホになった家庭教師のデカ乳お姉さん 〜お兄ちゃんの彼女はショタチ○ポ専用性処理オナニーホール!〜（3月6日、ディープス）
- 痴漢に耐えきれない巨乳女子高生 〜羞恥に腰をくねらせ陵辱淫行を受け入れる〜（3月6日、ヒビノ）
- 女子校生モ○ハン掲示板待ち合わせお持ち帰りSEX（4月1日、DOC）他出演:菊地亜矢[要出典]
- 美少女即ハメ白書 23（4月22日、ソクハメラボ）他出演:一之瀬すず、夏海いく、柳あいな
- 絶対に感じてはいけない病院24時間 2（4月24日、ATOM）共演:さとう遥希、大塚れん、伊藤りな
- 清純な教え子は訪ねた恩師の家で接吻陵辱され肉感的な肢体を弄ばれ挙げ句輪姦中出しされてしまう（5月10日、ヒビノ）
- 花盛りのオンナ Venus#14 イノチミジカシ花咲ケ、オンナ。（5月23日、ヴィーナス）[要出典]
- 気持ちよすぎて失禁セックス 性欲むき出し女子校生（6月13日、E-BODY）
- 濡れた髪を初めて見せてくれた君 #27 あおい 20歳（6月27日、ONE DA FULL）
- 天然成分由来 プレステージ汁10000% 巨乳ムスメ11人の体液（7月1日、プレステージ）共演:浜崎真緒、森咲みお、あおば結衣、新希マヤ、西條るり、愛実れい、青葉優香、上城りおな、神川ひな、菜月アンナ
- セーラープリズム 美少女戦士セーラーメディウム磔標本（7月25日、GIGA）
- BDSMロールプレイ ペニバン逆アナル 女王様な女が男のケツ穴を掘りまくり大量射精（8月7日、ROCKET）他出演:内村りな、小沢樹里、井上瞳
- 美少女仮面オーロラシスターズ（8月8日、GIGA）共演:桐原あずさ、長瀬涼子
- 「お願い!誰か気付いて!待ってるんだけど私…」 痴漢待ち娘は満員電車で周囲の男性と触れ合っているだけで爆ヌレ状態!後は触ってくれさえすればどんな痴漢も受け入れ感じまくる!!（8月21日、Hunter）他出演:大槻ひびき、本澤朋美、本田莉子 ほか[要出典]
- 夏休み!ちびっこセクハラ痴漢隊スピンオフ企画 ターゲットはビキニの巨乳お姉さん! ちびっこセクハラ水着撮影会 〜エロガキが水着美女をイタズラ激写スケベなカレンダープロジェクト〜（8月21日、ROCKET）他出演:井上瞳、藤嶋唯、内村りな[要出典]
- スケベな家族がエッチなゲーム 一転知らずに 近親相姦 爺なら孫娘の裸当ててみて! 〜見て、触って、ハメて、お爺ちゃんはカラダのパーツだけで自分の孫娘がわかるかな!?〜 冥土の土産に近親相姦3時間SP（9月6日、ROCKET）他出演:青葉優香、舞咲みくに ほか[要出典]
- 自主映画のモニターとだまして、素人の人妻にAV鑑賞させて中出ししちゃいました。 知らずに媚薬を飲まされて悶々としてしまった若妻たち（9月25日、ビッグモーカル）他出演:椿かなり、百合川さら ほか[要出典]
- ポロリ確定! 素人娘が溶ける水着で駆け上がる! 逆走ウォータースライダー（9月25日、ATOM）他出演:伊藤りな、橘メアリー、HIKARI、二宮ナナ、橘優花、羽月希、吉田花、市来美保、沙藤ユリ[要出典]
- 水着からチラリ!? 見渡す限り『浮きブラ乳首』だらけ! 女性に人気のリゾートホテルのプールに行ったら、男は僕1人。しかも気持ちと肩紐が緩んだ女性たちが、水着から乳首をチラリさせながらそこら中にいるもんだから、もちろん男の僕としてはガマンできません!しかも、しかも勃起に気づいた女子は遠ざかると思ったら逆に近寄って来て…。（10月9日、Hunter）他出演:浜崎真緒、沙藤ユリ、橘メアリー、二宮ナナ、愛須心亜 ほか[要出典]
- 素人騙し撮り Vol.27 脱がし屋 美人限定（10月25日、ONE GENERATION）

### イメージDVD
- 初裸 54（2013年9月5日、グラッツコーポレーション）